# Johann Snell

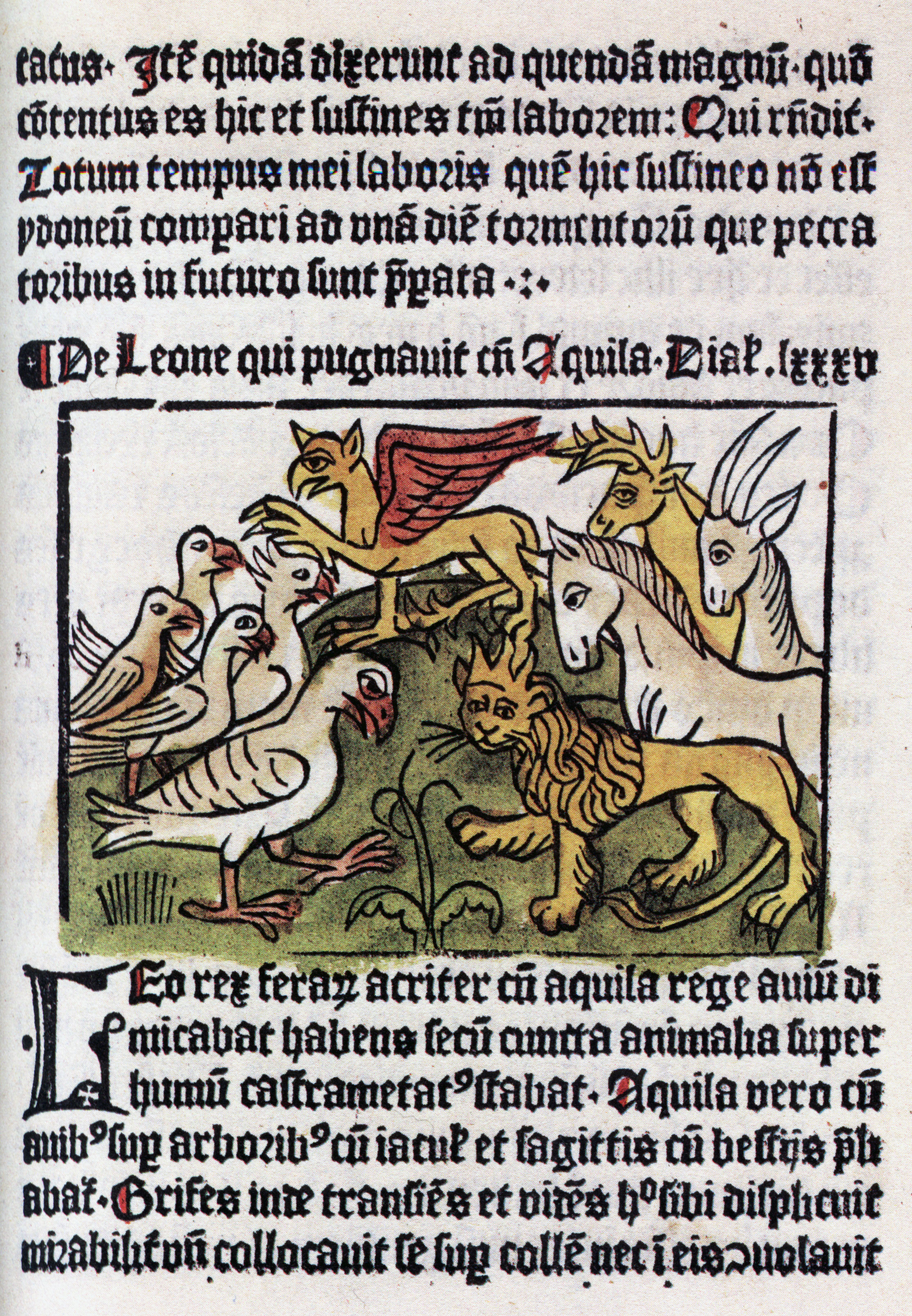
Seite des Dialogus creaturarum. Stockholm 20. Dezember 1483, gedruckt von Johann Snell

Johann Snell, auch Meister Johann bezeichnet, (* vor 1476; † nach 1519) war ein deutscher Buchdrucker der Inkunabelzeit. Von Lübeck aus wirkte er in Dänemark und Schweden, wo er den Buchdruck einführte.

## Werdegang

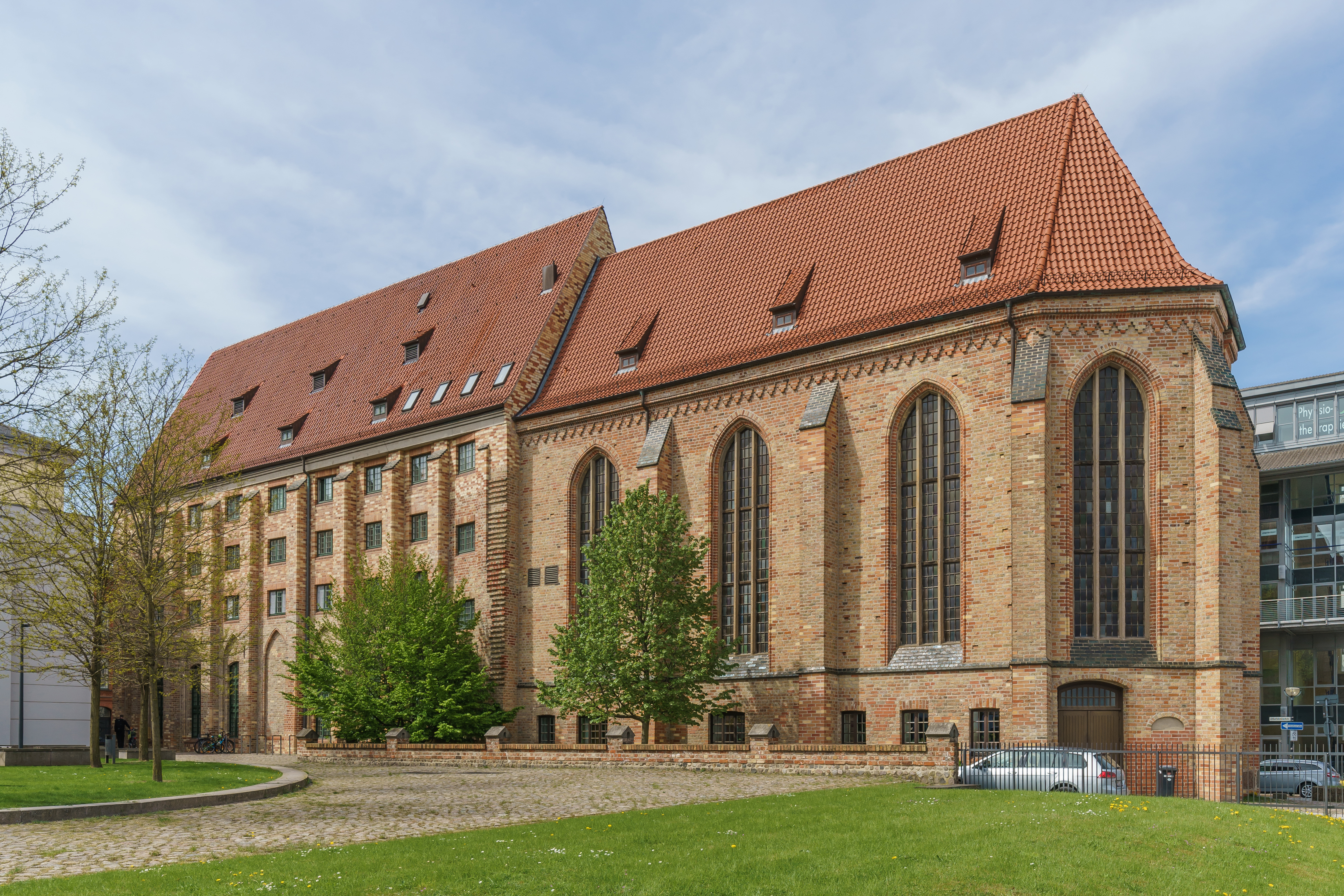
Michaeliskloster in Rostock: Erbaut als Fraterhaus der Brüder vom gemeinsamen Leben. Ort der ersten Rostocker Druckerei. Im früheren Kirchenschiff heute Fachbibliothek Theologie/Philosophie und Sondersammlungen der Universitätsbibliothek

Johann van Snells Familie und seine genauen Lebensdaten sind unbekannt. Nach seiner Matrikel „Johannes Snelle de Emeke“ an der Universität Rostock vom 22. Mai 1481 kam Snell wohl aus Einbeck. Vermutlich ist er bereits seit 1476 als Drucker bei den Mönchen im Michaeliskloster (den Brüdern vom gemeinsamen Leben zu St. Michael, Fratres Vitae) in Rostock tätig gewesen. 1480 ließ er sich in Lübeck an der Ecke Breite Straße/Mengstraße mit eigener Werkstatt nieder. In den folgenden Jahren war Snell an verschiedenen Orten tätig, behielt aber seine Offizin in Lübeck.
1482 ging er nach Odense, wo er in bischöflichem Auftrag ein Brevier druckte, das Breviarium Othoniense. Auf Veranlassung des Bischofs von Uppsala richtete Snell im Jahr 1483 in Stockholm eine Offizin ein für den Druck eines Messbuchs. Nach der Fertigstellung des Missale Upsalense war Snell ab 1484 wieder in Lübeck, wo er als mester Johan bis 1519 verzeichnet ist.

## Bedeutung

Ausbreitung des Buchdrucks im 15. Jahrhundert. Snell führte den Buchdruck in den 1480ern in Skandinavien (Odense und Stockholm) ein, der allerdings erst etwas später Fuß fassen konnte.

Johann Snells Bedeutung liegt nicht so sehr in der Qualität seiner Drucke als vielmehr in der Einführung des Buchdrucks in Dänemark und in Schweden. So gilt ein kleiner Druck – eine lateinische Schrift über die Belagerung von Rhodos durch die Türken –, den Snell neben dem Brevarium Othoniense in Odense anfertigte und den er signiert sowie mit „1482“ datiert hatte, als erstes gedrucktes Buch in Dänemark.
Auf Veranlassung des Bischofs von Uppsala richtete Snell im Jahr 1483 in Stockholm eine Offizin ein für den Druck eines Missale. Wiederum als Nebenprodukt des Missale Upsaliense hatte Snell in Stockholm den Dialogus creaturarum, eine Sammlung von Fabeln und moralisierenden Erzählungen, gedruckt und mit der Datierung 1483 versehen, das bislang mit diesem Druck den Beginn der Buchdruckerkunst in Schweden markiert.

## Drucke

### Lübeck
- Nicolaus Weigel: Clavicula indulgentialis et absolutionis sacerdotalis, 1480.[6]
- Diurnale veri ordinis Lubicenis, wohl 1482.
- Agenda Lubecenis (auch Benedictionale Lubecensis), wohl 1483 (GW 00465, Digitalisat des Exemplars der Stadtbibliothek Lübeck)

### Odense
- Brevarium Othoniense. Brevier für das Bistum Odense, 1482.
- Wilhelm von Caoursin: De obsidione et bello Rhodiano. Kleine lateinische Schrift über die Belagerung von Rhodos durch die Türken 1480, ebenfalls in Odense, 1482. Sie gilt als das erste gedruckte Buch Dänemarks.

### Stockholm
- Missale Upsaliense. Messbuch für das Erzbistum Uppsala. Stockholm 1483.
- Dialogus creaturarum optime moralizatus. Fabelsammlung, Stockholm 1483. Sie erschien am 20. Dezember 1483 und ist das erste gedruckte Buch in Schweden.